# Michael Krämer (Fußballspieler)
Michael Krämer (* 9. Dezember 1985 in Nürnberg) ist ein deutscher Fußballspieler.
Michael Krämer ist ein fränkisches Eigengewächs und kam in der C-Jugend aus Nürnberg vom Post SV zur SpVgg Greuther Fürth. Aus der Jugend heraus kam er 2004 mit 19 Jahren zum ersten Mal bei den Senioren in der Oberligamannschaft zum Einsatz. Und schon im Jahr darauf war er in der Zweiten Stammspieler in der Innenverteidigung. Sogar für die erste Mannschaft war er spielberechtigt und kam am 29. April 2004 zu seinem ersten Einsatz in der 2. Bundesliga. Am letzten Spieltag der Saison durfte er sogar eine Partie durchspielen.
Seitdem gehörte er zwar zum Zweitligakader der Fürther, kam aber zu keinem weiteren Einsatz. Trainer Benno Möhlmann forderte einen Schulabbruch, damit Krämer auch an den morgendlichen Trainingseinheiten hätte teilnehmen können. Dieser entschied sich allerdings dagegen und beendete sein Fachabitur, weshalb er nicht mehr für die erste Mannschaft berücksichtigt wurde.
Daher wechselte er, nachdem er zwei Jahre nur für die zweite Mannschaft der Fürther gespielt hatte, 2007 innerhalb der Oberliga in die zweite Mannschaft des benachbarten 1. FC Nürnberg, die zur Saison 2008/09 (gemeinsam mit Fürth II) in die Regionalliga Süd aufstieg. Nach dieser Spielzeit endete Krämers Vertrag, und es wurde kein neuer abgeschlossen, da er die Altersgrenze von 23 Jahren erreicht hatte.
Zur Spielzeit 2009/10 schloss er sich dem Regionalligisten 1. FC Eintracht Bamberg an. Nach dem insolvenzbedingten Abstieg der Domreiter aus der Regionalliga war Krämer erst einmal ohne Verein, schloss sich dann im Oktober 2010 dem mittelfränkischen Bayernligisten FSV Erlangen-Bruck an. Nach 2 Saisons wechselte er zum 1. FC Schweinfurt 05.

## Statistik
Einsätze (Stand 1. Juli 2007)
- 2. Bundesliga

| Einsätze | Tore | Saison  | Verein               |
| -------- | ---- | ------- | -------------------- |
| 2        | –    | 2004/05 | SpVgg Greuther Fürth |

- Bayernliga

| Einsätze | Tore | Saison  | Verein                  |
| -------- | ---- | ------- | ----------------------- |
| 1        | 0    | 2003/04 | SpVgg Greuther Fürth II |
| 26       | 0    | 2004/05 | SpVgg Greuther Fürth II |
| 21       | 1    | 2005/06 | SpVgg Greuther Fürth II |
| 24       | 2    | 2006/07 | SpVgg Greuther Fürth II |
| 22       | 0    | 2007/08 | 1. FC Nürnberg II       |
| 94       | 3    | gesamt  |                         |

- Regionalliga

| Einsätze | Tore | Saison  | Verein            |
| -------- | ---- | ------- | ----------------- |
| 27       | 2    | 2008/09 | 1. FC Nürnberg II |